# زوشی، کاناگاوا
زوشی در استان کاناگاوا در کشور ژاپن واقع شده‌است که دارای جمعیت ۵۸٬۶۵۴ نفر و مساحت ۱۷٫۳۴ کیلومتر مربع با تراکم جمعیت ۳٬۳۸۳ نفر در کیلومترمربع است و در تاریخ ۱۵ آوریل ۱۹۵۴ به عنوان شهر شناخته شد.